# Epipactis ohwii
Epipactis ohwii, vrsta kruščike s otoka Tajvana

## Sinonim
- Epipactis helleborine subsp. ohwii (Fukuy.) H.J.Su